# Sommerland
Sommerland è un comune tedesco del circondario di Steinburg, nella regione dello Schleswig-Holstein. Ha circa 900 abitanti.